# Honorata Motylewska
Honorata Motylewska (ur. 20 kwietnia 1973) – polska wioślarka, wicemistrzyni świata (2000).

## Kariera sportowa
Była zawodniczką Płockiego Towarzystwa Wioślarskiego.
W 1991 zajęła 4. miejsce na mistrzostwach świata juniorów w czwórce podwójnej. Podczas zawodów Puchar Narodów w kategorii wiekowej U23 w 1994 zdobyła złoty medal w czwórce podwójnej (z Martą Milewską, Agnieszką Tomczak i Agnieszką Kruszewską). Startowała na mistrzostwach świata seniorek w 1994 (8 m. (2 m. w finale B) w czwórce podwójnej), 1995 (8 m. (2 m. w finale B) w czwórce podwójnej), 1998 (5 m. w czwórce podwójnej), 1999 (12 m. (6 m. w finale B) w czwórce podwójnej), a swój największy sukces odniosła w 2000, zdobywając wicemistrzostwo świata w czwórce bez sternika (z Iwoną Tybinkowską, Iwoną Zygmunt i Anetą Bełką, Następnie startowała jeszcze na mistrzostwach świata w 2001 (8 m. (2 m. w finale B) w czwórce podwójnej) i 2002 (7 m. (1 m. w finale B) w czwórce podwójnej).